# 1866
Промислова революція •  Національно-визвольні рухи • Робітничий рух •  Колоніальні імперії •  Рісорджименто

## Геополітична ситуація
У Росії царює імператор Олександр II (до 1881). Російській імперії належить більша частина України, значна частина Польщі, Грузія, Закавказзя, Фінляндія, Аляска. Україну розділено між двома державами — Королівство Галичини та Володимирії належить Австрії, Правобережжя, Лівобережжя та Крим — Російській імперії.
В Османській імперії править султан Абдул-Азіз (до 1876). Під владою османів перебувають Близький Схід та Єгипет, Середземноморське узбережжя Північної Африки, Болгарія. Васалами османів є Сербія та Боснія, Волощина та Молдова.
В Австрійській імперії править Франц-Йосиф I (до 1916). Імперія охоплює, крім власне австрійських земель, Угорщину з Хорватією, Трансильванію, Богемію. На троні Пруссії сидить Вільгельм I (до 1888). Королівство Баварія очолює Людвіг II (король Баварії) (до 1886).
У Франції править Наполеон III Бонапарт (до 1870). Франція має колонії в Алжирі, Карибському басейні, Південній Америці та Індії. На троні Іспанії сидить Ізабелла II (до 1868). Королівству Іспанія належать частина островів Карибського басейну, Філіппіни. У Португалії править Луїш I (до 1889). Португалія має володіння в Африці, Індії, Індійському океані й Індонезії.
У Великій Британії триває Вікторіанська епоха — править королева Вікторія (до 1901). Британія має колонії в Північній Америці, на Карибах, на півдні Африки та в Індії. Королівство Нідерланди очолює Віллем III (до 1890). Король Данії та Норвегії — Кристіан IX (до 1906), на шведському сидить Карл XV (до 1872). Королівство Італія, очолює Віктор Емануїл II (до 1878). Існує Папська держава з центром у Римі.
Бразильську імперію очолює Педру II (до 1889). Посаду президента США обіймає Ендрю Джонсон. Територія на півночі північноамериканського континенту, Провінції Канади, належить Великій Британії, територія на півдні континенту — Мексиці.
В Ірані при владі Каджари. Владу над Індостаном утримує Британська корона. У Бірмі править династія Конбаун, у В'єтнамі — династія Нгуєн. У Китаї володарює Династія Цін. У Японії триває період Едо.

## Події

### В Україні
- Завершилося будівництво залізниці Львів — Чернівці.
- Засновано Київську міську публічну бібліотеку.
- Почалося будівництво Курсько-Київської залізниці

### У світі
- Австро-італійська війна
- 7 березня в Японії укладено союз Сацуми і Тьосю з метою повалення сьоґунату Едо.
- 14 червня почалася Австро-прусська війна.
- 27-29 червня відбулася Битва при Лангензальці, в якій Пруссія перемогла Ганноверське королівство.
- 3 липня Пруссія завдала поразки Австрії у битві на Садовій.
- 5 серпня у США вийшла перша українська газета — «Америка».
- 23 серпня підписанням Празького миру закінчилася Австро-пруська війна. Пруссія перемогла. Німецький Союз припинив існування.

### У суспільному житті
- 11 серпня у США відкрито перший у світі майданчик для катання на роликових ковзанах.
- Засновано компанію Magirus, попередник Iveco.

### У науці
- Ернст Геккель запропонував термін «екологія».
- Альфред Нобель винайшов динаміт.
- Джеймс Клерк Максвелл запропонував розподіл Максвелла — Больцмана.

### У мистецтві
- Віктор Гюго надрукував роман «Трудівники моря».
- Поль Верлен видав збірку «Сатурнічні поезії».
- Відбулася прем'єра опери Бедржіха Сметани «Продана наречена».
- Гюстав Курбе написав картину «Походження світу».

## Народились
Див. також Категорія:Народились 1866
- 29 січня — Ромен Роллан, французький письменник, музикознавець.
- 1 квітня — Ферруччо Бузоні, італійський композитор, піаніст, диригент і музичний педагог.
- 13 квітня — Буч Кессіді, легендарний невловимий бандит, що орудував на Дикому Заході
- 17 травня — Ерік Саті, французький композитор
- 26 червня — Джордж Карнарвон, британський єгиптолог
- 13 серпня — Джованні Аньєллі, італійський промисловець, засновник концерну «ФІАТ» (1899)
- 21 вересня — Герберт Уеллс, англійський письменник-фантаст
- 21 вересня — Шарль Ніколь, французький мікробіолог, встановив причини виникнення висипного тифу, лауреат Нобелівської премії 1928 року
- 25 вересня — Томас Хант Морган, американський генетик
- 29 вересня — Михайло Сергійович Грушевський, український історик, політик

## Померли
Див. також Категорія:Померли 1866